# Çınar (district)
Çinar is een Turks district in de provincie Diyarbakır en telt 62.871 inwoners (2007). Het district heeft een oppervlakte van 1990,3 km².
De bevolkingsontwikkeling van het district is weergegeven in onderstaande tabel.
| 1997   | 2000   | 2007   |
| ------ | ------ | ------ |
| 57.141 | 58.583 | 62.871 |